# Ilija Nestorowski
Ilija Nestorowski (mac. Илија Несторовски, ur. 12 marca 1990 w Prilepie) – macedoński piłkarz grający na pozycji napastnika.

## Kariera piłkarska
Nestorowski swoją karierę piłkarską rozpoczął w 2000 roku w klubie Pobeda Prilep. W 2007 roku awansował do pierwszego zespołu i w sezonie 2007/2008 zadebiutował w nim w pierwszej lidze macedońskiej. W Pobedzie grał do końca 2009 roku.
Na początku 2010 roku Nestorowski przeszedł do czeskiego klubu 1. FC Slovácko. W pierwszej lidze czeskiej swój debiut zaliczył 6 marca 2010 w przegranym 0:2 domowym meczu z 1. FC Brno. W 2011 roku wypożyczono go do innego klubu czeskiej pierwszej ligi, Viktorii Žižkov. Swój debiut w Viktorii zanotował 31 lipca 2011 w przegranym 0:1 wyjazdowym meczu z FC Hradec Králové. W sezonie 2011/2012 Viktoria spadła do drugiej ligi.
W trakcie sezonu 2011/2012 Nestorowski odszedł na wypożyczenie ze Slovácko do Metałurga Skopje. W Metałurgu zadebiutował 11 marca 2012 w zremisowanym 1:1 wyjazdowym spotkaniu z Siłeksem Kratowo. W sezonach 2011/2012 i 2012/2013 wywalczył z Metałurgiem dwa wicemistrzostwa Macedonii.
Latem 2013 Nestorowski został zawodnikiem chorwackiego drugoligowego klubu, Inter Zaprešić. W barwach Interu zadebiutował 17 sierpnia 2013 w wygranym 3:1 wyjazdowym meczu z NK Solin. W debiucie strzelił dwa gole. W sezonie 2014/2015 wywalczył z Interem mistrzostwo drugiej ligi i awans do pierwszej ligi.
W sezonie 2015/2016 z 25 golami został królem strzelców chorwackiej ekstraklasy.
| Sezon   | Klub            | Kraj               | Rozgrywki | Mecze | Gole |
| ------- | --------------- | ------------------ | --------- | ----- | ---- |
| 2007/08 | Pobeda Prilep   | Macedonia Północna | Prwa Liga | 11    | 6    |
| 2008/09 | Pobeda Prilep   | Macedonia Północna | Prwa Liga | 27    | 6    |
| 2009/10 | Pobeda Prilep   | Macedonia Północna | Prwa Liga | 15    | 10   |
| 2009/10 | 1. FC Slovácko  | Czechy             | 1. liga   | 11    | 1    |
| 2010/11 | 1. FC Slovácko  | Czechy             | 1. liga   | 17    | 1    |
| 2011/12 | Viktoria Žižkov | Czechy             | 1. liga   | 13    | 1    |
| 2011/12 | Metałurg Skopje | Macedonia Północna | Prwa Liga | 14    | 1    |
| 2012/13 | Metałurg Skopje | Macedonia Północna | Prwa Liga | 6     | 0    |
| 2013/14 | Inter Zaprešić  | Chorwacja          | Druga HNL | 30    | 20   |
| 2014/15 | Inter Zaprešić  | Chorwacja          | Druga HNL | 27    | 24   |
| 2015/16 | Inter Zaprešić  | Chorwacja          | Prva HNL  | 33    | 25   |
| 2016/17 | US Palermo      | Włochy             | Serie A   | 37    | 11   |
| 2017/18 | US Palermo      | Włochy             | Serie B   | 28    | 13   |
| 2018/19 | US Palermo      | Włochy             | Serie B   | 26    | 14   |
| 2019/20 | Udinese         | Włochy             | Serie A   | 28    | 3    |
| 2020/21 | Udinese         | Włochy             | Serie A   | 22    | 2    |
| 2021/22 | Udinese         | Włochy             | Serie A   | 7     | 1    |
| 2022/23 | Udinese         | Włochy             | Serie A   | 21    | 2    |

## Kariera reprezentacyjna
W reprezentacji Macedonii Nestorowski zadebiutował 9 października 2015 roku w przegranym 0:2 meczu eliminacji do Euro 2016 z Ukrainą, rozegranym w Skopju. W 79. minucie tego meczu zmienił Stefana Aszkowskiego.